# Alexander Neumann

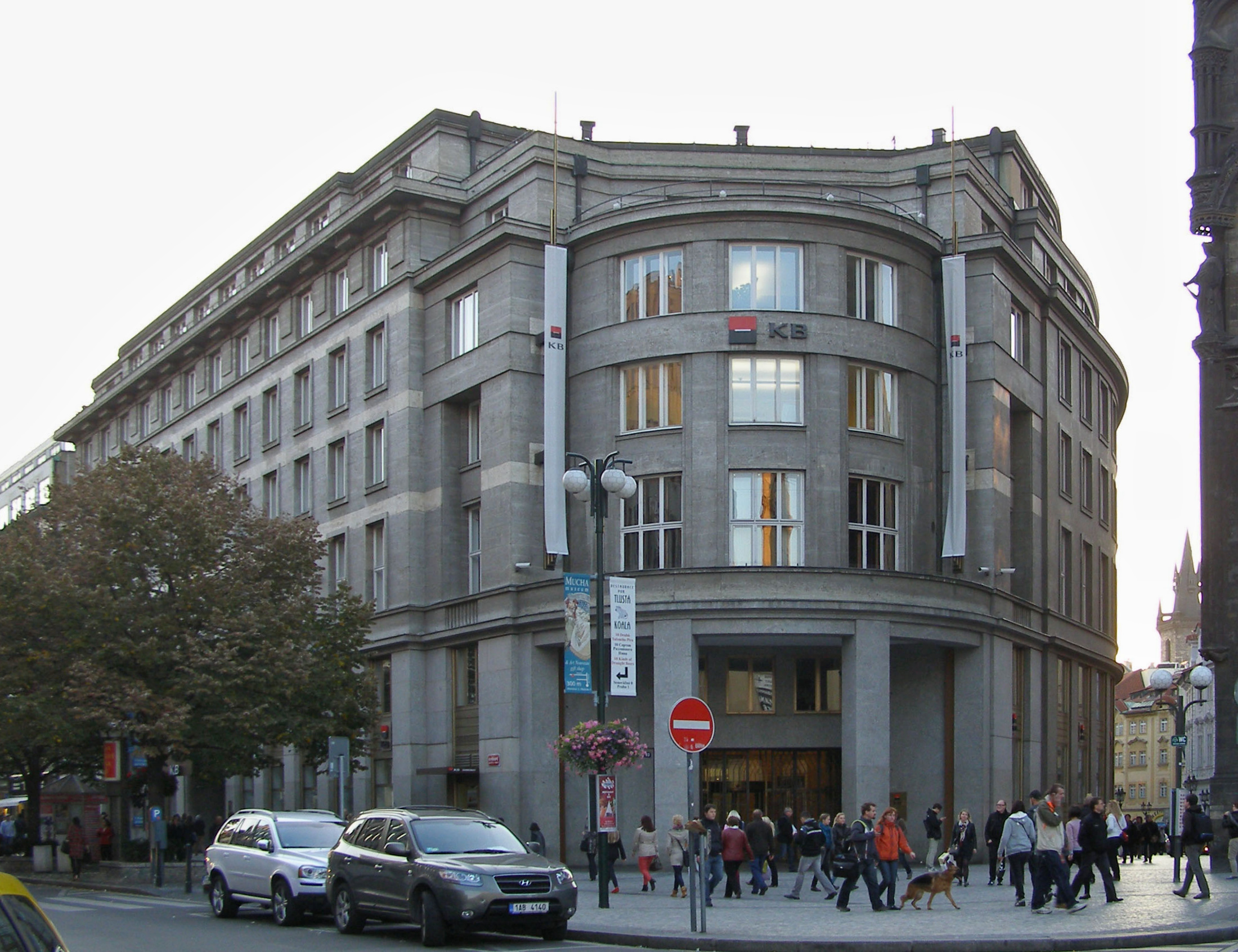
Česká eskomptní banka a úvěrový ústav, Na příkopě, Praha

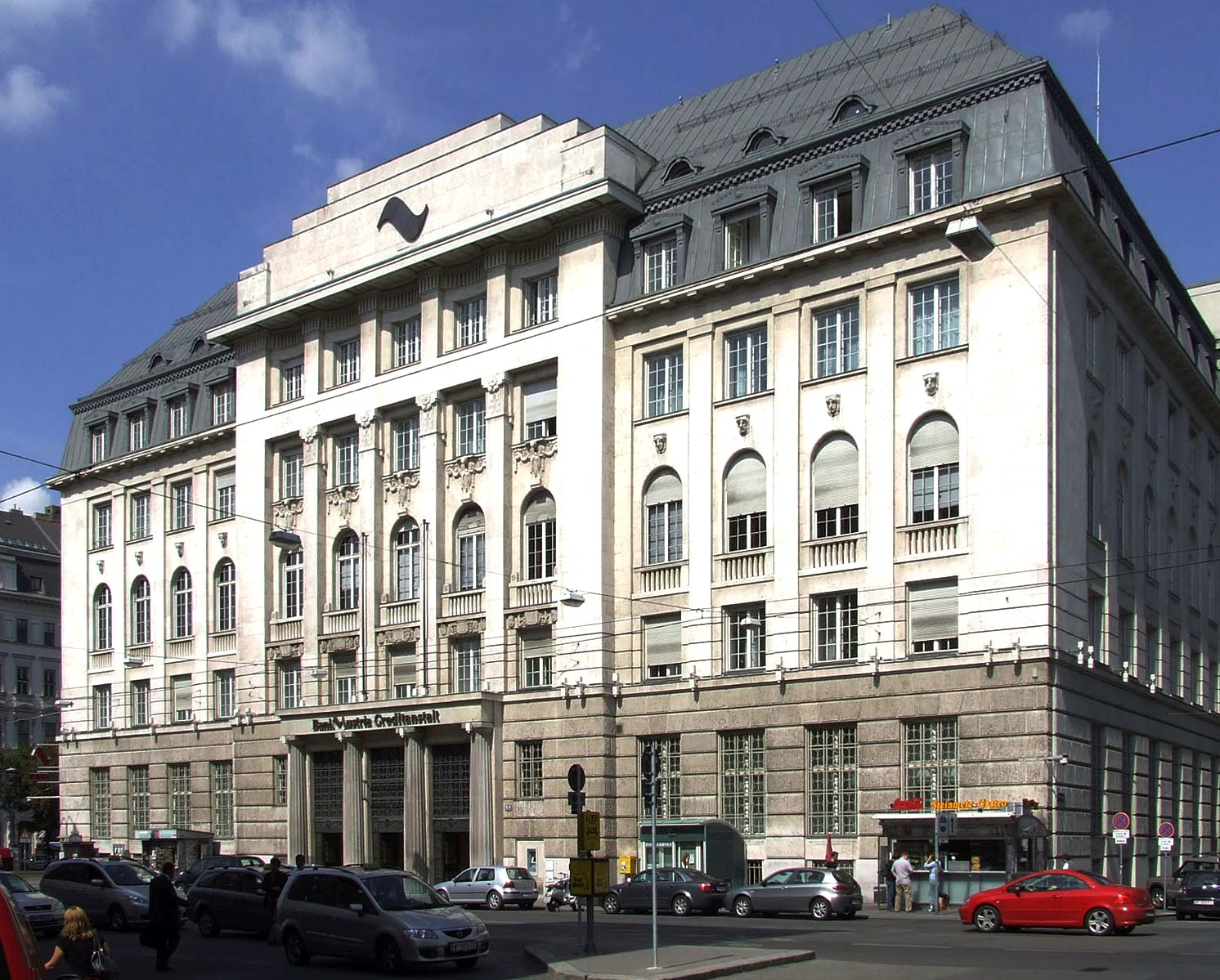
Budova banky Creditanstalt ve Vídni

Alexander Neumann, někdy Alexander von Neumann (15. říjen 1861 Jasenice – 16. června 1947 Wellington), byl rakouský architekt, působící rovněž v Čechách a na Moravě.

## Život
V letech 1874–1882 studoval reálku v Bílsku. Pak v letech 1882-1888 studoval architekturu na Technické vysoké škole ve Vídni (Technischen Hochschule Wien) u profesorů Heinricha Ferstela a Karla Königa. Po složení druhé státní zkoušky podnikl studijní cestu po Itálii, Španělsku a Francii. V letech 1891–1894 pracoval ve slavném ateliéru Fellner a Helmer. Dne 3. února 1895 získal stavitelskou koncesi.
Projektoval řadu nájemních domů a paláců ve Vídni i jinde. V roce 1909 založili spolu s Ernstem Gotthilfem projekční ateliér, který působil až do roku 1939.
V roce 1939 se mu podařilo uprchnout do Austrálie.

## Dílo
- 1903–1904 vila pro Moritze Fuhrmanna, Vila Löw-Beer, Brno - Drobného 22
- 1906–1908 interiér Paláce Vídeňské bankovní jednoty, Praha 1 - Staré Město, č. p. 390, Na Příkopě 3, autor budovy: Josef Zasche
- 1930-1932 Česká eskomptní banka a úvěrový ústav, Praha 1 - Staré Město, č. p. 969, Na příkopě 33, 35, Celetná 40, novoklasicistní bankovní palác – dnes sídlo Komerční banky. Spoluautoři: Karl Jaray, Josef Sakař, Rudolf Hildebrand, Ernst Gotthilf[1]